# I'm Like a Bird
Singles de Nelly Furtado
Turn Off the Light
(2000)
I'm Like a Bird est une chanson interprétée par la chanteuse canado-portugaise Nelly Furtado. La chanson a été écrite par Furtado et réalisée par Brian West et Gerald Eaton. C'est le premier single de la chanteuse extrait de l'album Whoa, Nelly! (2000).

## Classement
| Classement (2000-2001)                  | Meilleure position |
| --------------------------------------- | ------------------ |
| Australie (ARIA)                        | 2                  |
| Autriche (Ö3 Austria Top 40)            | 41                 |
| Belgique (Flandre Ultratop 50 Singles)  | 16                 |
| Belgique (Wallonie Ultratop 50 Singles) | 19                 |
| Danemark (Tracklisten)                  | 13                 |
| France (SNEP)                           | 33                 |
| Italie (FIMI)                           | 16                 |
| Norvège (VG-lista)                      | 17                 |
| Nouvelle-Zélande (RMNZ)                 | 2                  |
| Pays-Bas (Nederlandse Top 40)           | 8                  |
| Suède (Sverigetopplistan)               | 16                 |
| Suisse (Schweizer Hitparade)            | 17                 |
| Royaume-Uni (UK Singles Chart)          | 5                  |
| États-Unis (Hot 100)                    | 9                  |
| États-Unis (Pop Airplay)                | 6                  |
| États-Unis (Adult Pop Songs)            | 5                  |
| États-Unis (Adult Contemporary)         | 26                 |